# Кафр-Кана
Кафр-Кана или Кафр-Канна (ивр. כַּפְר כַּנָּא‎, араб. كفر كنا‎) — местный совет в северном округе Израиля, северо-восточнее Назарета. Его площадь составляет 10 060 дунамов.
С XVII века идентифицируется с библейской Каной, где Иисус совершил своё первое чудо, в честь чего на этом месте сегодня расположена Церковь Венчания.
Промышленная зона деревни обеспечивает работой сотни человек со всей округи, там производятся, среди прочего, солнечные бойлеры и покрышки.
В Кафр-Кана проживают бывшие депутаты Кнессета Василь Таха (Балад) и Абдельмалик Дахамше (Тааль).

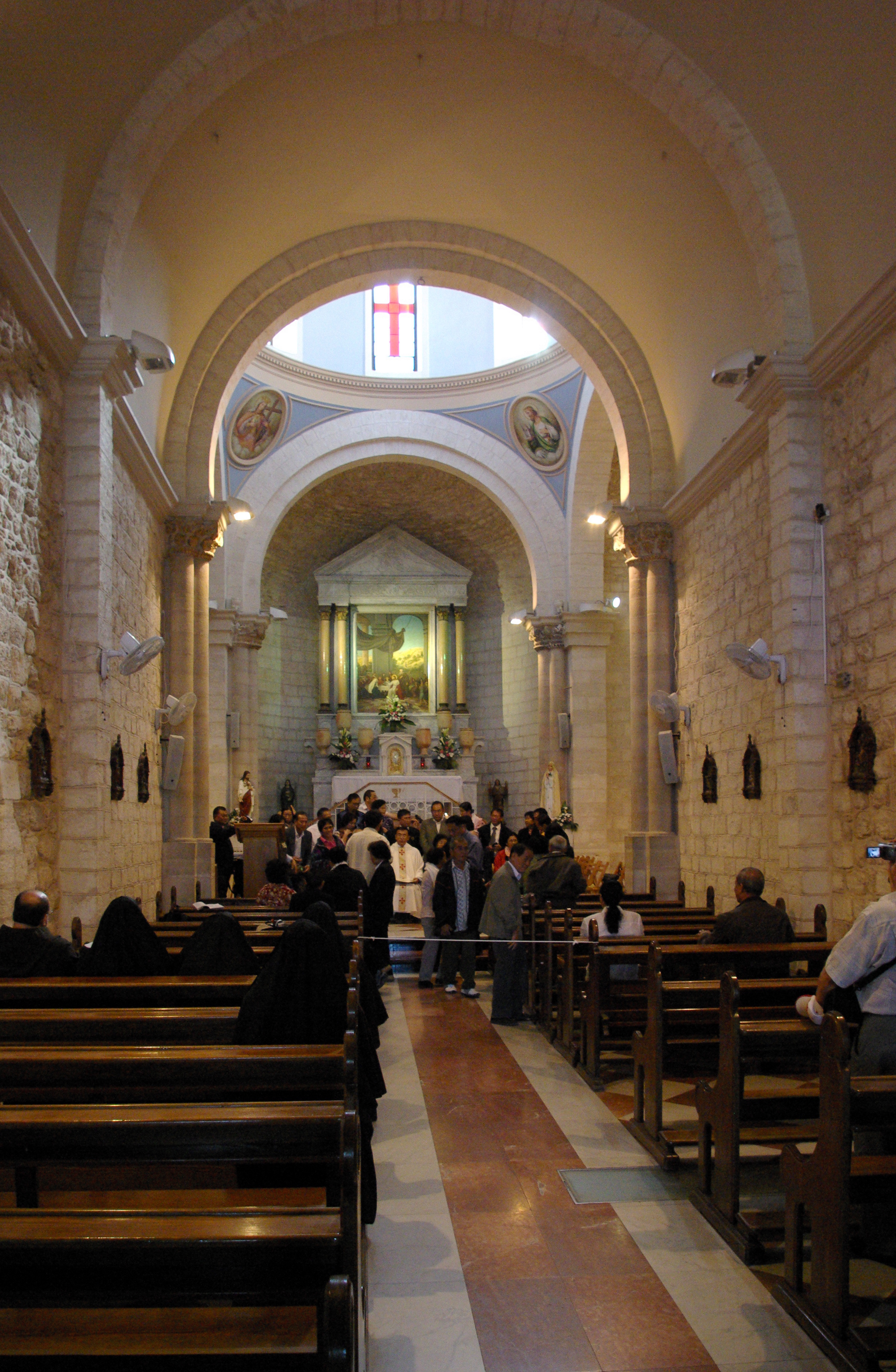
Интерьер Церкви Венчания

## Население
По данным Центрального статистического бюро Израиля, население на начало 2020 года составляло 22 751 человек.
Ежегодный прирост населения — 2,0 %.
45,3 % учеников получают аттестат зрелости.
Средняя зарплата на 2007 год — 3901 шекелей.